# 萬嶽寺
萬嶽寺（ばんがくじ）は岐阜県中津川市阿木にある曹洞宗の寺院。山号は賀雲山。恵那三十三観音霊場九番。

## 歴史
元和年間に観室察公により賀雲院として建立される。
慶安3年（1650年）に岩村城下盛巌寺六世の在天三龍により中興され、寺名を賀雲山萬嶽寺に改めた。
本堂は元禄2年（1689年）に火災に遭い伽藍を焼失し、元禄5年（1692年）に再建とみられる。
本尊の聖観音菩薩は慈覚大師作と伝わるが、実際は江戸時代の作とみられる。中津川市の文化財に指定されている。
大般若経600巻が保有されており、その奥書に元禄6年（1693年）の年号と、了儀和尚の名があり、堂宇焼失そして再建との関係をうかがわせる。
なお山門は文化年間(1804～1817年)に建てられたものである。
現在の梵鐘は、昭和27年(1952年)に再鋳されたものである。
鐘楼堂は、昭和51年(1976年)に再建された。
観音堂に祀られている馬頭観音菩薩は、天正2年(1574年)武田勝頼の東濃侵攻の際に焼討されて消失した根の上高原南麓に所在した龍泉寺の本尊を移したものと伝わる。
室町時代の作とみられ、大牛和尚の代に、或る法印から預かったものという。昭和42年(1967年)12月20日に岐阜県の文化財に指定された。
毎年4月6日には馬頭観音と豊川咤枳尼天の例祭が執行される。
また、境内では蓮の鉢植えが多く栽培されており見どころの一つとなっている。